# Байрам-паша
Байрам Паша (?, Стамбул, Османська імперія — 26 серпня 1638, Шанлиурфа, Османська імперія) — 83-й великий візир Османської імперії.

## Життєпис
Народився в турецькій родині зі Стамбула. За іншими даними, сім'я його походила з Амасії. Навчався в Ендеруні, після чого вступив до корпус яничар. Спочатку в яничари набирали полонених християнських юнаків, але в правління султана Мурада III (1574—1595) османам також було дозволено вступати на службу в яничарський корпус.
У 1625 призначений губернатором Єгипту.
У 1628 викликаний в Стамбул і підвищений до рангу візира.
У 1635 — каймакам Стамбула. У лютому 1637 в правління султана Мурада IV (1623—1640) призначений великим візиром Османської імперії.
У 1638 великий візир Байрам-паша взяв участь у військовому поході османської армії на чолі з самим султаном на Багдад. 26 серпня того ж року помер біля Урфи.
Був одружений з Ханзаде Султан, дочкою султана Ахмеда I.